# Benjamin Gischard
Benjamin Manuel Gischard (nascido em 17 de novembro de 1995) é um ginasta artístico suíço e membro da equipe nacional. Ele participou do Campeonato Mundial de Ginástica Artística de 2014 em Nanning, China e se classificou para os Jogos Olímpicos de Verão de 2016 no Rio de Janeiro. É medalhista de prata no solo no Campeonato Europeu de Ginástica Artística de 2021 atrás do russo Nikita Nagornyy.